# بيرفز باغيروف
بيرفز باغيروف (بالروسية: Парвиз Багиров) هو ملاكم أذربيجاني، من مواليد 10 فبراير 1994 مثّل بلاده في الألعاب الأولمبية الصيفية 2016.

## روابط خارجية
بيرفز باغيروف على موقع بوكس ريك (الإنجليزية) (registration required)
- بيرفز باغيروف على موقع اللجنة الأولمبية الدولية (الإنجليزية)
- بيرفز باغيروف على موقع أوليمبيديا (الإنجليزية)